# Stephen Roche
Stephen Roche (Dublin, 28 november 1959) is een Iers voormalig wielrenner. 1987 was het boerenjaar van Roche. Hij werd wereldkampioen op de weg en won dat jaar zowel de Ronde van Frankrijk als de Ronde van Italië.

## Loopbaan
Roche werd beroepswielrenner in 1980 en brak een jaar later door met de eindzege in Parijs-Nice. De volgende jaren bewees Roche steeds meer een goed ronderenner te zijn: hij won de Ronde van Romandië in 1983 en 1984 en werd het jaar erop vierde in de Ronde van Frankrijk, op vierenhalve minuut na winnaar Bernard Hinault.
Het seizoen 1986 ging grotendeels verloren door een valpartij, maar het jaar erop kwam Roche sterker terug dan ooit. Hij won de Ronde van Italië na een spannende strijd met zijn ploegmaat Roberto Visentini en, met de afwezigheid van de winnaars van de twee jaar ervoor, was hij ook in de Ronde van Frankrijk groot favoriet. Hij wist deze favorietenrol waar te maken, al moest hij tot op het laatst afrekenen met Jean-François Bernard en Pedro Delgado. Datzelfde jaar werd Roche ook wereldkampioen wielrennen op de weg. Het laatste in combinatie met het winnen van de Ronde van Frankrijk en de Ronde van Italië, leverde hem de prestigieuze Triple Crown op, iets wat eerder enkel door Eddy Merckx werd gerealiseerd. In 2024 presteerde Tadej Pogačar dit feit als derde man.
Het niveau van het seizoen 1987 zou Roche nooit meer bereiken. Hij won nog wel de Ronde van het Baskenland en de Vierdaagse van Duinkerke en in 1992 nog een etappe in de Tour. In 1993 nam hij afscheid van de wielersport. Tegenwoordig organiseert hij fietstrainingskampen op Mallorca, is eigenaar van een hotel en is betrokken bij de organisatie van de Ronde van Frankrijk.

## Overwinningen
1979
- Eindklassement FBD Insurance Rás

1980
- Paris-Roubaix Espoirs

1981
- 3e etappe Ronde van Indre en Loire
- Eindklassement Ronde van Indre en Loire
- 2e etappe Ronde van Corsica
- Eindklassement Ronde van Corsica
- 7b etappe Parijs-Nice
- Eindklassement Parijs-Nice
- 7e etappe Ronde van de Toekomst
- Eindklassement Étoile des Espoirs

1983
- GP de Wallonie
- Eindklassement Ronde van Romandië
- 1e etappe Parijs-Bourges
- Eindklassement Parijs-Bourges
- Eindklassement Étoile des Espoirs

1984
- Subida a Arrate
- Eindklassement Ronde van Romandië
- Nice-Alessio
- 6e etappe Parijs-Nice

1985
- proloog Dauphiné Libéré
- 9e etappe Dauphiné Libéré
- 3b etappe Ronde van Ierland
- 4a etappe Ronde van Ierland
- 7e etappe Parijs-Nice
- 3e etappe Criterium International
- Eindklassement Criterium International
- 18e etappe Ronde van Frankrijk
- Bol d'Or

1987
- Wereldkampioenschap op de weg elite
- 3e etappe Ronde van Italië
- 22e etappe Ronde van Italië
- Eindklassement Ronde van Italië
- 10e etappe Ronde van Frankrijk
- Eindklassement Ronde van Frankrijk
- 4e etappe Ronde van Valencia
- Eindklassement Ronde van Valencia
- 7b etappe Parijs-Nice
- 5a etappe Ronde van Romandië
- 5b etappe Ronde van Romandië
- Eindklassement Ronde van Romandië
- Super Prestige Pernod

1989
- Eindklassement Ronde van het Baskenland
- 3a etappe Vierdaagse van Duinkerke
- 7e etappe Parijs-Nice

1990
- Eindklassement Vierdaagse van Duinkerke

1991
- Eindklassement Catalaanse week
- Eindklassement Criterium International

1992
- 16e etappe Ronde van Frankrijk

1993
- Château-Chinon

## Resultaten in voornaamste wedstrijden
| Jaar | Ronde van Italië | Ronde van Frankrijk | Ronde van Spanje |
| ---- | ---------------- | ------------------- | ---------------- |
| 1981 |                  |                     |                  |
| 1982 |                  |                     |                  |
| 1983 |                  | 13e                 |                  |
| 1984 |                  | 25e                 |                  |
| 1985 |                  | ↑ (1)               |                  |
| 1986 | opgave           | 48e                 |                  |
| 1987 | ↑ (2)            | ↑ (1)               |                  |
| 1989 | 9e               | opgave              |                  |
| 1990 |                  | 44e                 |                  |
| 1991 |                  | buiten tijd         |                  |
| 1992 |                  | 9e (1)              | 14e              |
| 1993 | 9e               | 13e                 |                  |

| Jaar | Milaan-San Remo | Gent-Wevelgem | Ronde van Vlaanderen | Parijs-Roubaix | Amstel Gold Race | Luik-Bast.‑Luik | Ronde van Lombardije | Waalse Pijl | Parijs-Tours | Clásica San Sebastián |  | WK op de weg |  | Wereldranglijsten |
| ---- | --------------- | ------------- | -------------------- | -------------- | ---------------- | --------------- | -------------------- | ----------- | ------------ | --------------------- |  | ------------ |  | ----------------- |
| 1981 |                 |               |                      |                |                  |                 | 14e                  |             |              |                       |  |              |  |                   |
| 1982 |                 |               |                      |                | ↑                |                 | 16e                  |             |              |                       |  |              |  |                   |
| 1983 |                 |               |                      | 20e            | 20e              | 24e             | 18e                  |             | 7e           | 7e                    |  | ↑            |  | 13e (SPP)         |
| 1984 | 28e             | 16e           |                      | 21e            | 19e              |                 | 5e                   |             | 18e          |                       |  |              |  | 5e (SPP)          |
| 1985 | 51e             | 32e           |                      |                | 11e              | ↑               |                      | 20e         |              |                       |  | 7e           |  | 7e (SPP)          |
| 1986 |                 |               |                      |                |                  |                 |                      |             |              |                       |  |              |  |                   |
| 1987 | 74e             |               |                      |                |                  | ↑               |                      | 4e          |              |                       |  | ↑            |  | (SPP)             |
| 1989 |                 |               | 30e                  |                | 38e              | 33e             |                      |             |              |                       |  |              |  |                   |
| 1990 |                 |               |                      |                | 39e              | 16e             |                      | 6e          |              |                       |  |              |  |                   |
| 1991 |                 |               |                      |                | 72e              | 8e              |                      | 16e         | 108e         |                       |  |              |  |                   |
| 1992 | 35e             |               |                      |                |                  | 14e             | 18e                  | 12e         | 50e          |                       |  | 23e          |  |                   |
| 1993 |                 |               |                      |                | 46e              | 24e             |                      |             |              | 29e                   |  |              |  |                   |